# Rambures
Rambures ist eine französische Gemeinde mit 374 Einwohnern (Stand 1. Januar 2022) im Département Somme in der Region Hauts-de-France. Sie gehört zum Arrondissement Amiens und zum Kanton Poix-de-Picardie.

## Geographie
Die Gemeinde liegt rund vier Kilometer westsüdwestlich von Oisemont und sechs Kilometer östlich von Bouttencourt. 

## Einwohner
| 1962 | 1968 | 1975 | 1982 | 1990 | 1999 | 2006 | 2011 |
| ---- | ---- | ---- | ---- | ---- | ---- | ---- | ---- |
| 481  | 444  | 404  | 363  | 367  | 365  | 404  | 381  |

## Sehenswürdigkeiten
- Burg Rambures aus dem 15. Jahrhundert, seit 1840 Monument historique

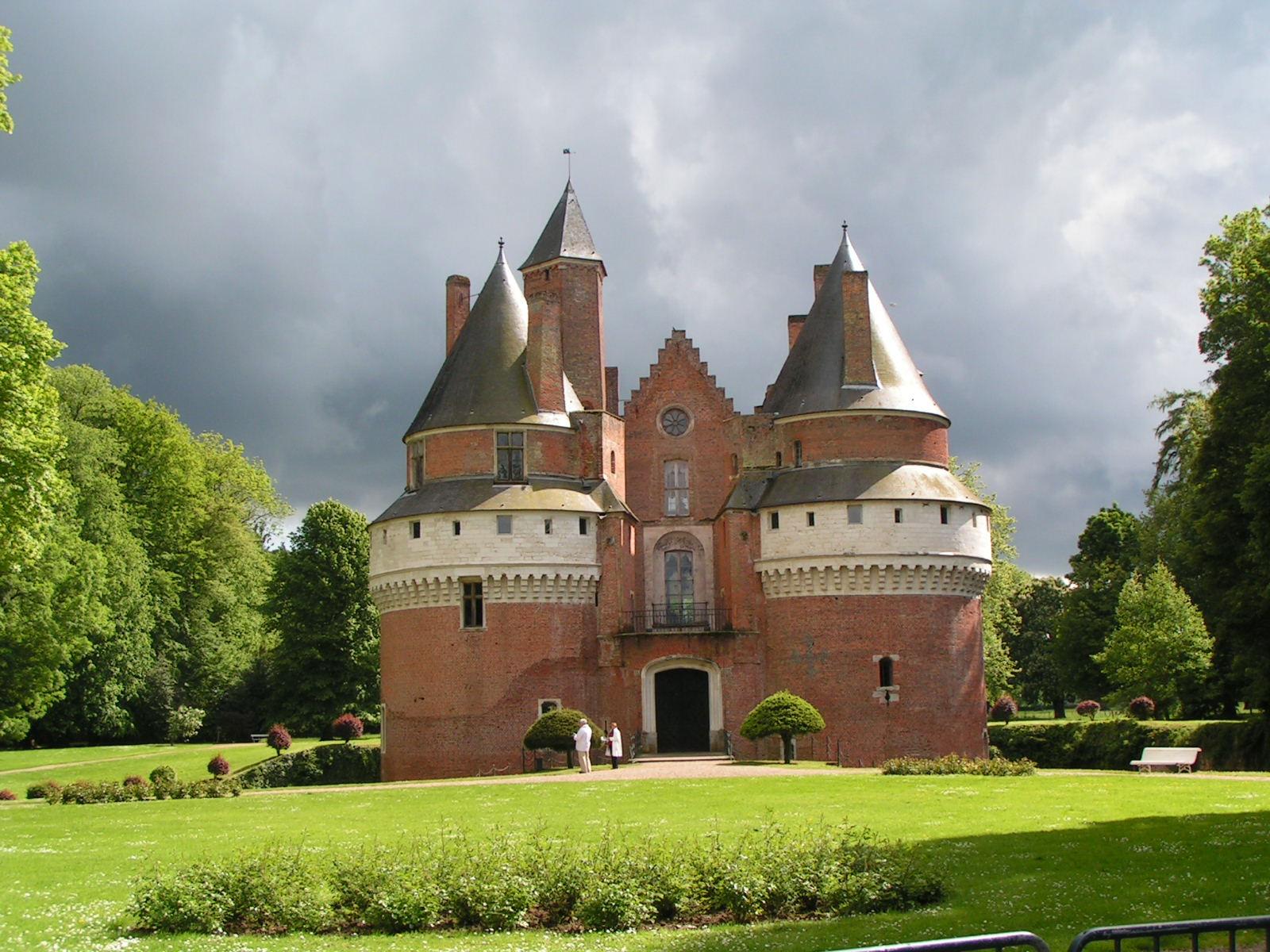
Burg Rambures